# Alliopsis genalis
Alliopsis genalis är en tvåvingeart som först beskrevs av Huckett 1950.  Alliopsis genalis ingår i släktet Alliopsis och familjen blomsterflugor. Inga underarter finns listade i Catalogue of Life.